# بات أوهارا
بات أوهارا (بالإنجليزية: Pat O'Hara)‏ هو لاعب كرة قدم أمريكية أمريكي، ولد في 27 سبتمبر 1968 في لوس أنجلوس في الولايات المتحدة.

## وصلات خارجية
- بات أوهارا على موقع IMDb (الإنجليزية)